# 215
Правління Каракалли в Римській імперії. У Китаї триває криза династії Хань, найбільшою державою на території Індії є Кушанська імперія, у Персії доживає останні роки Парфянське царство.
На території лісостепової України Черняхівська культура. У Північному Причорномор'ї готи й сармати.

## Події
- Війська Каракалли вчиняють масовий погром в Александрії у відповідь на сатиру про імператора.
- Запроваджено нову монету антонініан.

## Народились
- Хуанфу Мі